# Profan (musikalbum)
Profan är det norska black metal-bandet Kampfars sjätte studioalbum, utgivet 2011 av skivbolaget Indie Recordings. Albumet spelades in i Knøsesmauet Studio i Bergen, Waterfall Studio i Oslo och Abyss Studio i Pärlby i Sverige. Albumet belönades med Spellemannprisen 2015 i klassen "Metal".

## Låtlista
1. "Gloria Ablaze" – 4:31
2. "Profanum" – 5:35
3. "Icons" – 5:01
4. "Skavank" – 7:35
5. "Daimon" – 5:54
6. "Pole in the Ground" – 6:29
7. "Tornekratt" – 5:05

## Medverkande
Musiker (Kampfar-medlemmar)
- Dolk (Per-Joar Spydevold) – sång
- Jon (Jon Bakker) – basgitarr
- Ask Ty (Ask Ty Ulvhedin Bergli Arctander) – trummor, bakgrundssång
- Ole (Ole Hartvigsen) – gitarr, keyboard

Bidragande musiker
- Geir Torgersen – didjeridu, strupsång

Produktion
- Ole Hartvigsen – producent, ljudtekniker
- Jonas Kjellgren – ljudtekniker, ljudmix, mastering
- Stamos Koliousis – ljudtekniker
- Robert Høyem – omslagskonst
- Zdzisław Beksiński – omslagskonst
- Sebastian Ludvigsen – foto